# Lovro Zovko
Lovro Zovko (* 18. března 1981, Záhřeb, Jugoslávie) je chorvatský profesionální tenista.

## Tenisová kariéra
Na počátku let 2000 a 2001 se probojoval do finále čtyřhry turnaje v Umagu, kde byl v obou ročnících jeho spoluhráčem Ivan Ljubičić.
V roce 2007 postoupil spolu s Tomášem Cibulcem ve čtyřhře do finále moskevského Kremlin Cupu, kde podlehli ruské dvojici Marat Safin a Dmitrij Tursunov 6–4, 6–2. Ve čtvrtfinále turnaje porazili druhý nasazený pár Lukáš Dlouhý a Pavel Vízner 6–2, 6–2, kteří se danou sezónu probojovali do finále na French Open i US Open. Spolu s Łukaszem Kubotem byl také ve finále čtyřhry na Grand Prix de Tennis de Lyon 2007. Zde si připsali semifinálové vítězství nad favorizovanou druhou nasazenou dvojicí Jonathan Erlich a Andy Ram 7–6 (4), 4–6, [10–5]. Ovšem ve finále podlehli francouzskému páru Sébastien Grosjean a Jo-Wilfried Tsonga 6–4, 6–3, který do turnaje nastoupil na divokou kartu. Zovko tak dosáhl finálové účasti ve dvou po sobě jdoucích turnajích okruhu ATP.

## Finálová utkání na turnajích ATP (4)

### Čtyřhra - finalista (4)
| Č. | Datum             | Turnaj           | Povrch | Spoluhráč     | Vítězové                              | Výsledek     |
| 1. | 17. červenec 2000 | Umag, Chorvatsko | antuka | Ivan Ljubičić | Albert Portas Álex López Morón        | 6–1, 7–6 (2) |
| 2. | 16. červenec 2001 | Umag, Chorvatsko | antuka | Ivan Ljubičić | Sergio Roitman Andres Schneiter       | 6–2, 7–5     |
| 3. | 8. říjen 2007     | Moskva, Rusko    | tvrdý  | Tomáš Cibulec | Marat Safin Dmitrij Tursunov          | 6–4, 6–2     |
| 4. | 22. říjen 2007    | Lyon, Francie    | tvrdý  | Łukasz Kubot  | Sébastien Grosjean Jo-Wilfried Tsonga | 6–4, 6–3     |